# Petr Bystroň (fotbalista)
Petr Bystroň (* 18. března 1969) je bývalý český fotbalista.

## Fotbalová kariéra
V lize hrál za FC Baník Ostrava a FK Teplice. V české lize nastoupil ve 44 utkáních a dal 6 gólů.

## Ligová bilance
| Ročník                          | Zápasy | Góly | Klub             |
| ------------------------------- | ------ | ---- | ---------------- |
| 1. česká fotbalová liga 1993/94 | 9      | 3    | FC Baník Ostrava |
| 1. česká fotbalová liga 1994/95 | 20     | 1    | FC Baník Ostrava |
| 1. česká fotbalová liga 1995/96 | 6      | 1    | FC Baník Ostrava |
| 1. česká fotbalová liga 1996/97 | 8      | 1    | FK Teplice       |
| Gambrinus liga 1997/98          | 1      | 0    | FK Teplice       |
| CELKEM                          | 44     | 6    |                  |